# Oreopanax ripicolus
Oreopanax ripicolus är en araliaväxtart som beskrevs av Louis Otho Williams. Oreopanax ripicolus ingår i släktet Oreopanax och familjen Araliaceae. Inga underarter finns listade.